# Alcis variegata
Alcis variegata là một loài bướm đêm trong họ Geometridae. Nó được tìm thấy ở Ấn Độ, Sikkim, Nepal, Myanmar, Lào, miền nam Trung Quốc, miền bắc Việt Nam, Thái Lan, Bán đảo Malaysia và Sumatra.

## Hình ảnh

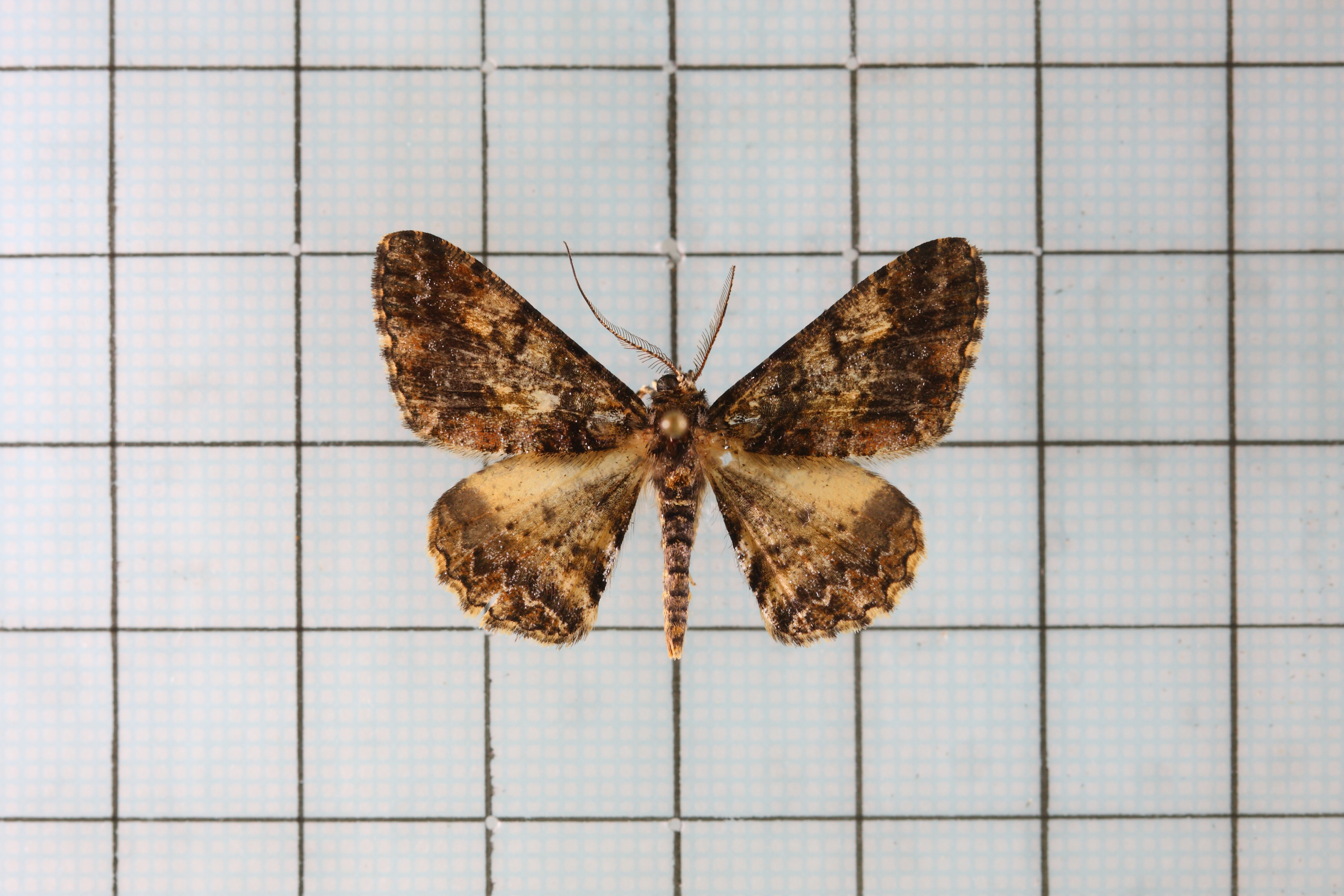
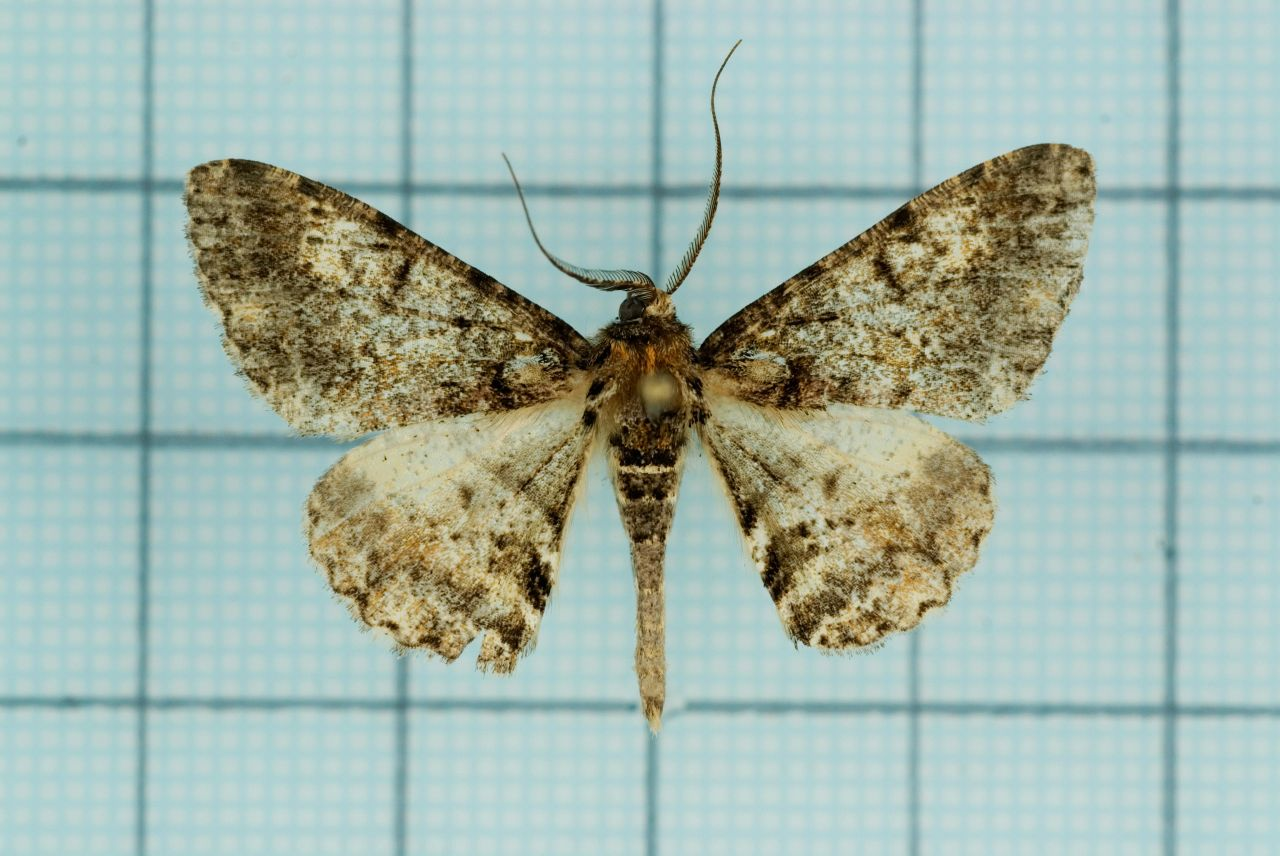
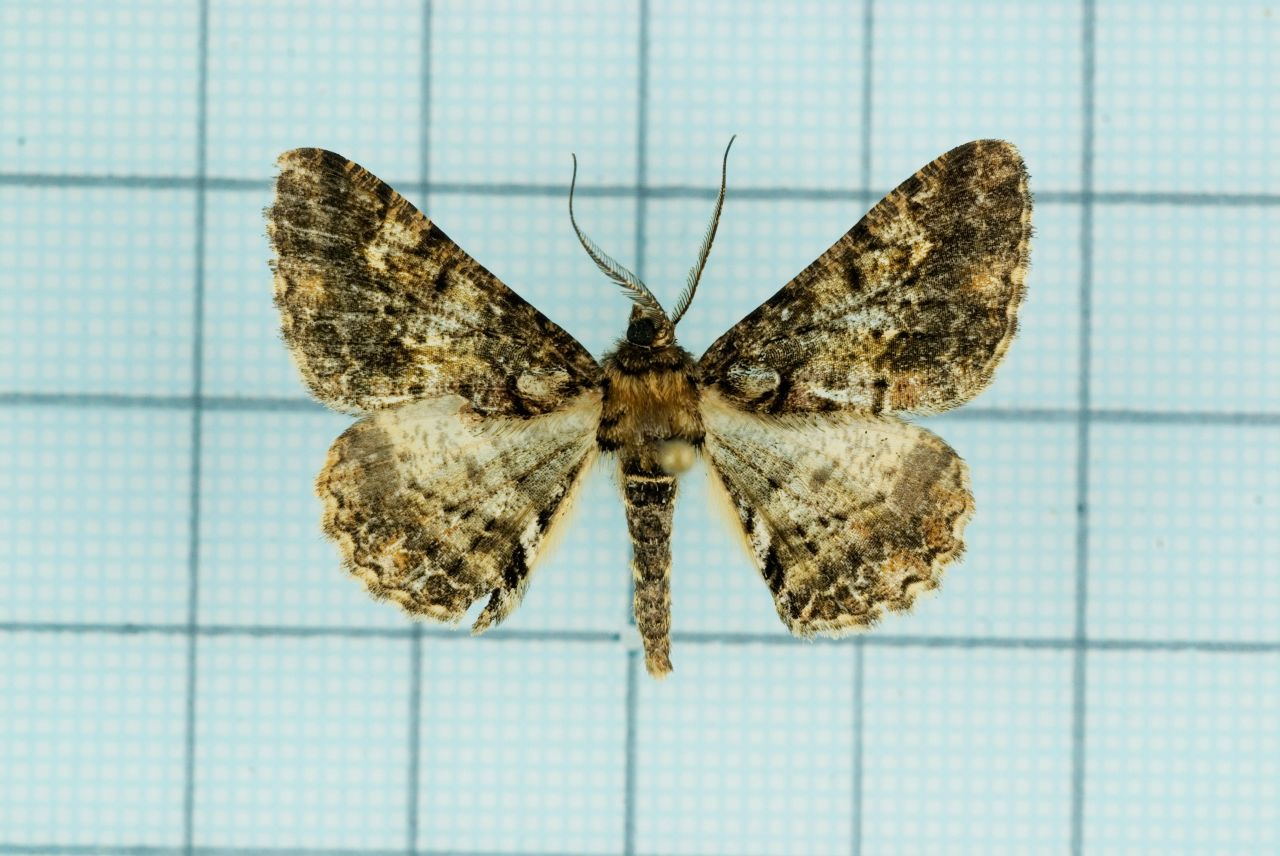
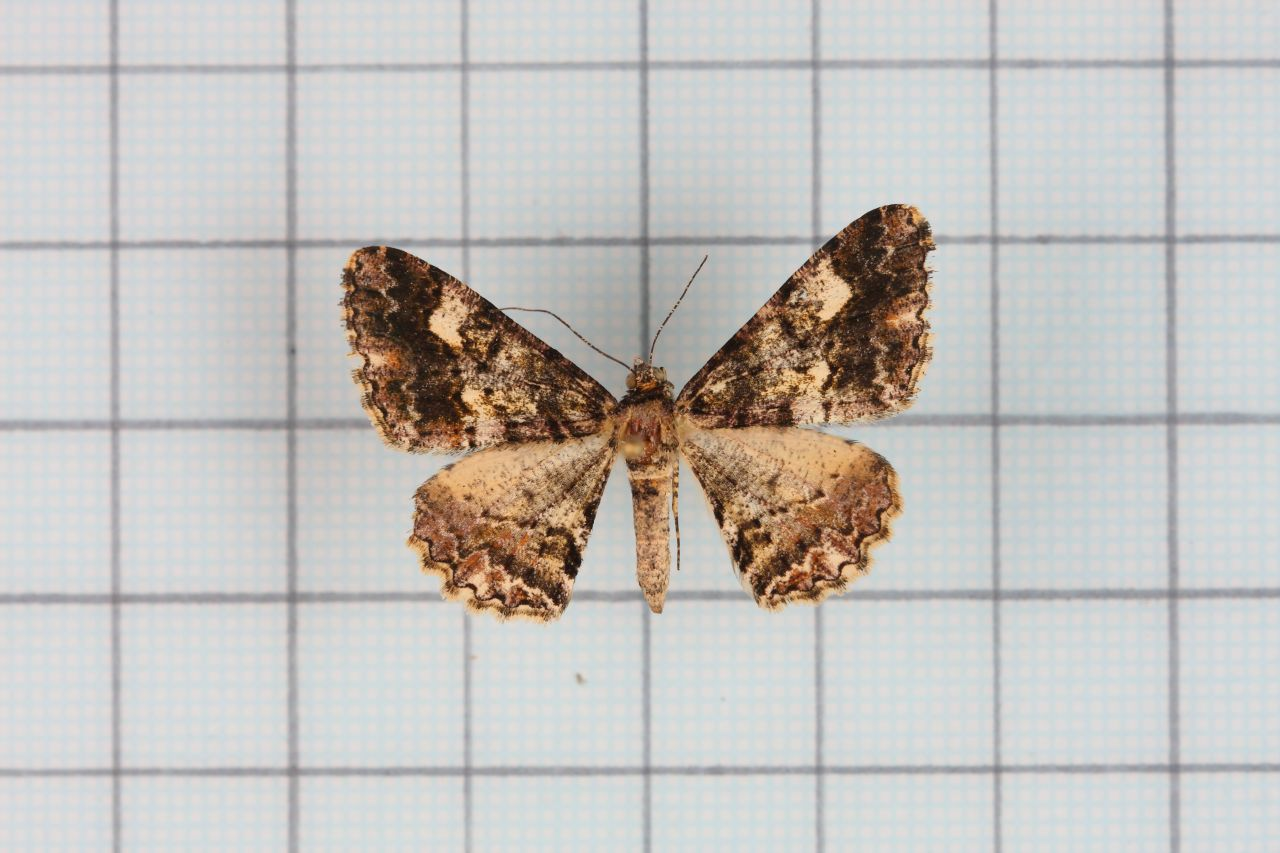